# Гранвілл (селище, Нью-Йорк)
Гранвілл (англ. Granville) — селище (англ. village) в США, в окрузі Вашингтон штату Нью-Йорк. Населення — 2404 особи (2020).

## Географія
Гранвілл розташований за координатами 43°24′48″ пн. ш. 73°16′14″ зх. д. / 43.41333° пн. ш. 73.27056° зх. д. (43.413423, -73.270621).  За даними Бюро перепису населення США в 2010 році селище мало площу 4,07 км², з яких 4,07 км² — суходіл та 0,00 км² — водойми.

## Демографія
Згідно з переписом 2010 року, у селищі мешкали 2543 особи в 1027 домогосподарствах у складі 611 родини. Густота населення становила 625 осіб/км².  Було 1158 помешкань (285/км²).
Расовий склад населення:
| - 97,2 % — білих - 0,6 % — чорних або афроамериканців - 0,5 % — корінних американців - 0,4 % — азіатів |

До двох чи більше рас належало 0,9 %. Частка іспаномовних становила 1,3 % від усіх жителів.
За віковим діапазоном населення розподілялося таким чином: 24,0 % — особи молодші 18 років, 56,3 % — особи у віці 18—64 років, 19,7 % — особи у віці 65 років та старші. Медіана віку мешканця становила 40,9 року. На 100 осіб жіночої статі у селищі припадало 85,9 чоловіків;  на 100 жінок у віці від 18 років та старших — 79,0 чоловіків також старших 18 років.
Середній дохід на одне домашнє господарство  становив 47 517 доларів США (медіана — 38 194), а середній дохід на одну сім'ю — 62 318 доларів (медіана — 57 083). Медіана доходів становила 50 709 доларів для чоловіків та 32 721 долар для жінок. За межею бідності перебувало 18,8 % осіб, у тому числі 17,6 % дітей у віці до 18 років та 22,2 % осіб у віці 65 років та старших.
Цивільне працевлаштоване населення становило 1012 осіб. Основні галузі зайнятості: освіта, охорона здоров'я та соціальна допомога — 32,6 %, виробництво — 13,9 %, роздрібна торгівля — 13,2 %.